# Bushkill Falls

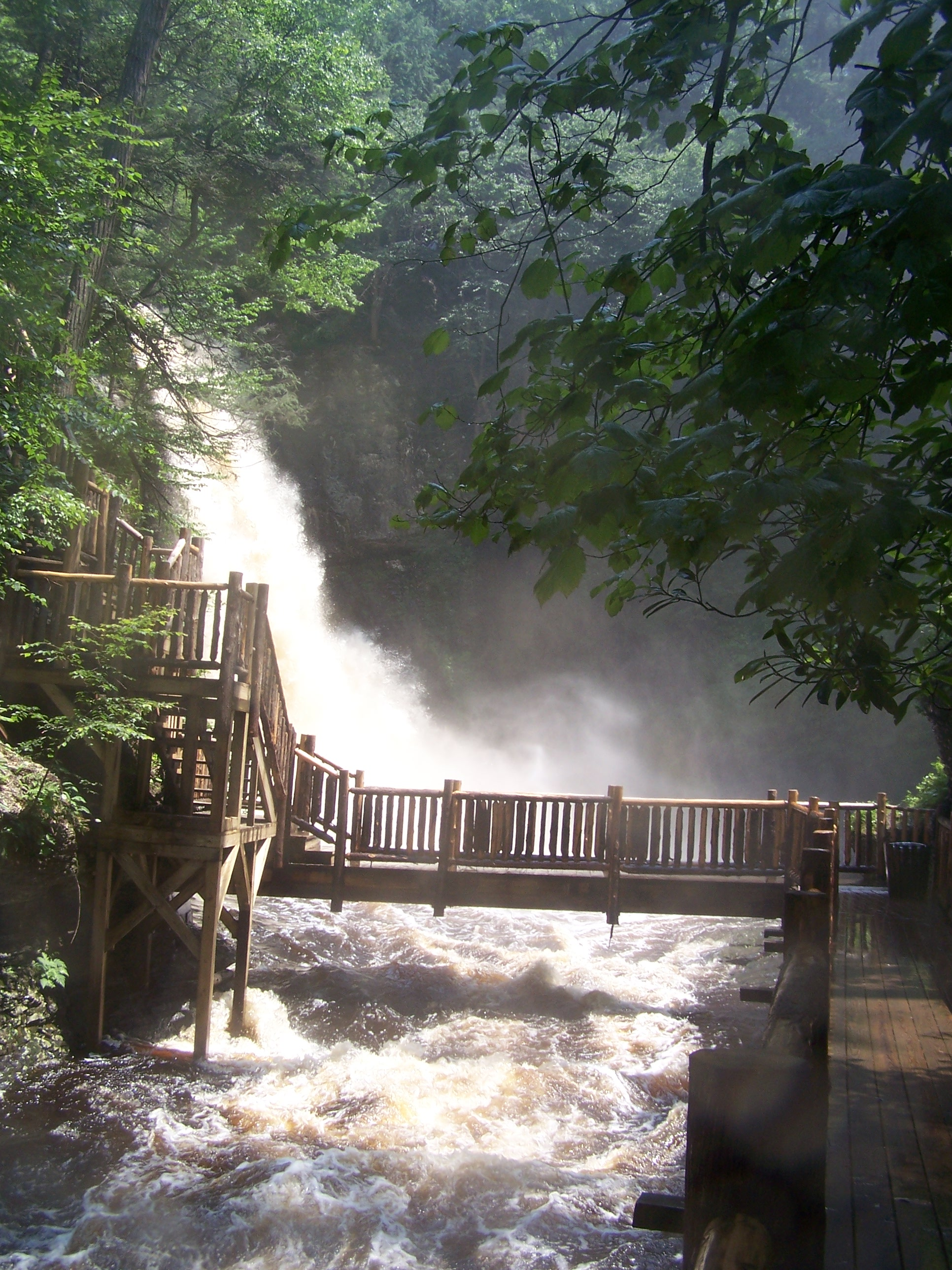
Bushkill Falls

Bushkill Falls ist eine Gruppe von Wasserfällen im Nordosten von Pennsylvania in den Pocono Mountains. Der größte der am Bushkill Creek gelegenen Wasserfälle ist etwa 30 m hoch. Der Bushkil Creek mündet an der Grenze zu New Jersey in den Delaware River. Die Bushkill Falls sind sehr populär als Gebiet zum Wandern und Beobachten von Vögeln.

## Einzelne Wasserfälle
Zu den Bushkill Falls gehören folgende Wasserfälle:
- Bushkill Falls
- Bridal Veil Falls
- Bridesmaid Falls
- Laurel Glen Falls
- Pennell Falls

## Verschiedenes
- Bushkill Falls wird auch "Niagara of Pennsylvania" genannt
- Bushkill Falls wurde 1904 von Charles E. Peters eröffnet und erstmals der Öffentlichkeit zugänglich gemacht
- Bushkill Falls ist heute noch im Besitz der Peters-Familie und wird von dieser betrieben